# 시무청 전투
시무청 전투(일본어: 析木城の戦い 세키조 노 타타카이[*], 러시아어: Бой у Симучена)는 1904년 7월 31일에서 8월 1일까지 러일 전쟁 중 발발한 전투 중 하나이다. 이 전투에서 승리한 일본 제국 육군 제4군은 대규모 작전을 펼치기 위해 랴오양 시로 향하게 되었다.

## 배경
일본군 제2군에서 분리된 노즈 미치쓰라 장군이 지휘하는 제4군 휘하의 제5사단과 10사단은 랴오양 시를 향해 북쪽으로 진군하고 있었다. 이 진군은 미하일 자술리치 중장이 지휘하는 러시아 제국 제2 시베리아 군단에 의해 가로막혔다. 러시아군은 파벨 미셴코 중장이 이끄는 포병 부대의 지원을 받고 있었다.

## 개요
대고산에 상륙한 제4군은 독립 제10사단을 모아 랴오양 시로 진격했다. 그 도상에 있는 요충지였던 하이청 시 근교에는 시베리아 제2군단이 포진해 있었다. 일본 제국 육군 제4군은 7월 30일에 진지에 도착하여 다음날 공격을 시작했다. 제4군은 포위를 하며 접근하는 제2군 소속의 제3사단 과 공동으로 전투를 수행하지만, 전황은 유리하지 못했다. 이에 미하일 자술리치 중장이 북쪽으로 퇴각을 결정하고 전투는 8월 1일 새벽에 끝났다. 시베리아 제2군단은 요양에 있는 러시아 만주군 주력과 합류하고, 일본 제국 육군 제4군은 제2군과 함께 요양 남쪽에 진을 쳤다.